# پایش عصب-عضله

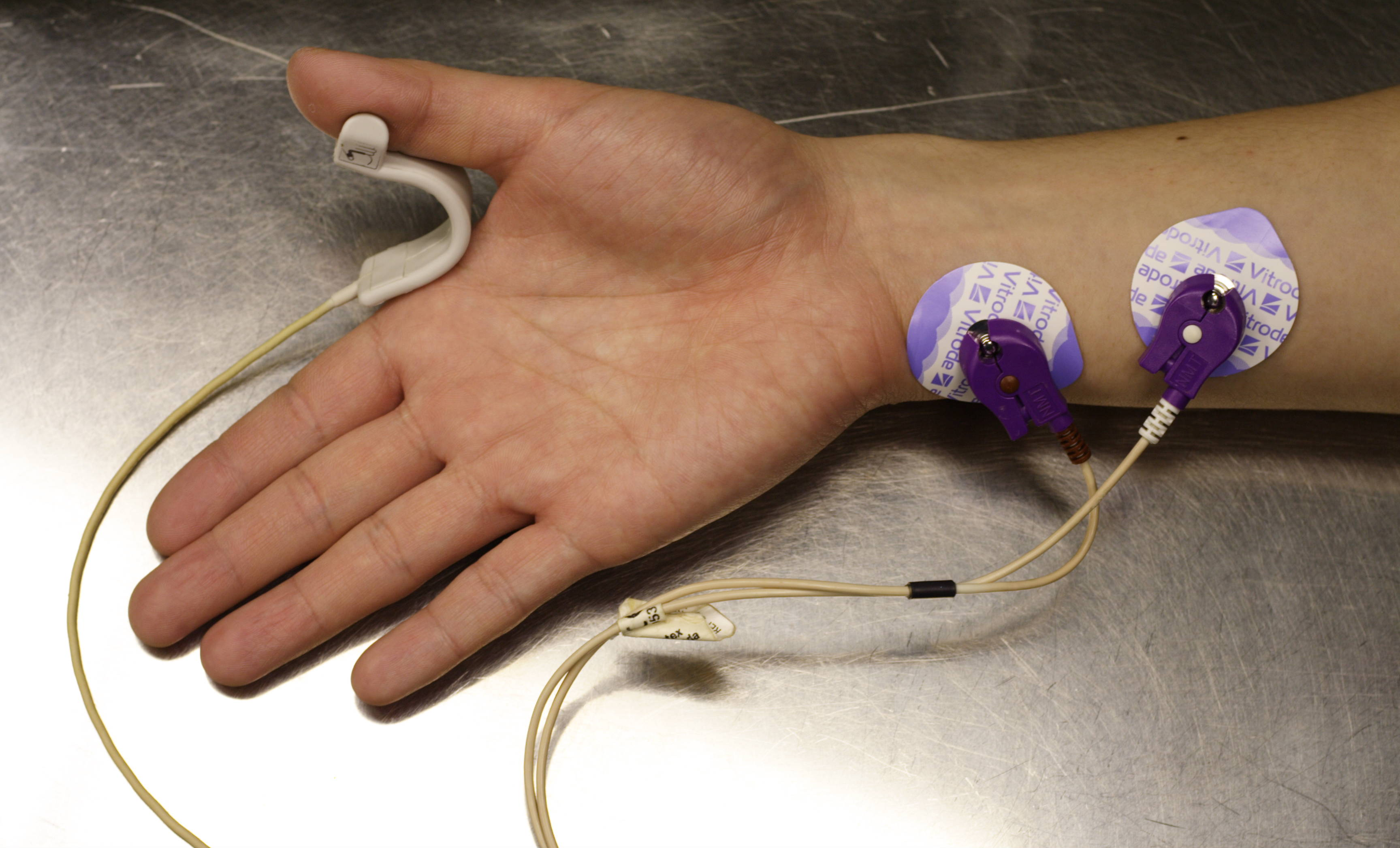
الکترودهای پایشگر عصب-عضله بر روی محل عبور عصب اولنار

پایش عصب-عضله (به انگلیسی: Neuromuscular monitoring) یا (به انگلیسی: train of four monitoring) تکنیکی است که پس از پایان بیهوشی جهت تشخیص میزان کارایی عضلات بیمار استفاده می‌شود. روش کار به این صورت است که این وسیله یک تحریک عصبی را در اعصاب بیمار ایجاد می‌کند و پس از آن پاسخ عضله مورد نظر را ثبت می‌کند. از این پایش زمانی استفاده می‌شود که در حین بیهوشی از داروهای مسدود کننده عصب-عضله استفاده شده‌است، متخصص بیهوشی با استفاده از وسیله می‌تواند از فلج عضلانی باقیمانده بعد از بیهوشی پیشگیری کند. زمانی که این وسیله برای استفاده مداوم آماده می‌شود به شکلی تنظیم می‌شود که هر ۱۰ تا ۱۲ ثانیه یکبار به عصب مورد نظر شوک وارد کند، هربار شوک باعث انقباض عضله خواهد شد. کمرنگ شدن پاسخ به تحریکهای عصبی توسط ابزار اندازه‌گیری شده و میزان فلج و شلی عضلانی بر همین اساس سنجیده می‌شود.
این وسیله به این دلیل بنام (به انگلیسی: train of four monitoring) نامیده می‌شود که مجموعه شوکهای این دستگاه پشت سرهم و بدون فاصله زیاد مانند یک قطار صورت می‌گیرد. با استفاده از این وسیله و تحریک اعصاب محیطی می‌توان مطمئن شد که بیمار به اندازه کافی داروهای مسدود کننده عصب-عضله دریافت کرده و از تجویر بیش از حد این دسته دارو جلوگیری می‌شود در نهایت بیمار از بروز عوارض دارویی مصون خواهد بود.
قبل از اینکه بیمار کاملاً بیدار شود انجام تست‌های عضلانی و تست‌های کلینیکی مانند مشاهده تونوس ماهیچه‌ای و کمپلیانس ریوی امکان‌پذیر نیست زیرا این موارد می‌توانند تحت تأثیر فلج عضلانی باقیمانده بعد از بیهوشی قرار بگیرند، پایش مستقیم عصب-عضله می‌تواند از عوارض داروهای شل‌کننده عضله جلوگیری کرده و با استفاده از آن، پزشکان فلج عضلانی باقیمانده بعد از بیهوشی را قبل از اینکه باعث استرس و ناراحتی در بیمار شود درمان می‌کنند.